# ГЕС Лаккі-Пік
ГЕС Лаккі-Пік — гідроелектростанція у штаті Айдахо (Сполучені Штати Америки). Знаходячись після ГЕС Arrowrock (15 МВт), становить нижній ступінь каскаду на річці Бойсі, правій притоці Снейк (впадає ліворуч до Колумбії, яка має гирло на узбережжі Тихого океану на межі штатів Вашингтон та Орегон).
З метою боротьби із повенями та забезпечення ресурсу для іригації річку у 1949—1955 роках перекрили земляною греблею висотою від тальвегу 78 метрів (від підошви фундаменту — 104 метри), довжиною 518 метрів та товщиною по гребеню 9 метрів. Вона утримує витягнуте на 19 км водосховище з площею поверхні від 3,3 км2 до 12,2 км2 та об'ємом 450 млн м3 (корисний об'єм для виробництва електроенергії 326 млн м3, крім того ще 17 млн м3 зарезервовано лише для протиповеневих заходів). В операційному режимі поверхня може коливатись між позначками 885 та 931 метр НРМ (під час повені останній показник досягає 932,7 метра НРМ).
Наприкінці 1980-х комплекс доповнили пригреблевим машинним залом, який обладнали трьома турбінами типу Каплан — двома потужністю по 46 МВт та однією з показником 11,5 МВт. Гідроагрегати станції використовують напір у 73 метри.